# Варшавська конфедерація (1704)
Варшавська конфедерація 1704 року (пол. Konfederacja warszawska) — конфедерація Речі Посполитої, укладена 16 лютого 1704 року при підтримці Швеції противниками Августа ІІ Фрідріха та його промосковської політики під час Великої Північної війни.
Конфедерати оголосили про позбавлення влади Августа II Сильного та обрали королем шведського кандидата — Станіслава Лещинського, познанського воєводу. На противагу Варшавській конфедерації антишведський табір утворив Сандомирську конфедерацію.
У відповідь на утворення Варшавської конфедерації Август II і його прихильники звернулися за допомогою до Московського царства і підписали Нарвський договір, відповідно до якого Польща вступала у війну зі Швецією як союзник Московії, а московські війська отримали право діяти на території Речі Посполитої проти шведів та їхніх прихильників.
Військове протистояння варшавських та сандомирських конфедератів продовжувалося до осені 1706 року та отримало назву Громадянська війна в Польщі 1704-1706 років.